# John Patrick Foley
John Patrick Foley (1935–2011) là một Hồng y người Hoa Kỳ của Giáo hội Công giáo Rôma. Ông từng đảm nhận vai trò Hồng y Đẳng Phó tế Nhà thờ S. Sebastiano al Palatino, Đại Thống lĩnh Dòng Hiệp sĩ Mộ Thánh trong 4 năm, từ năm 2007 đến năm.
Vốn là một giáo sĩ trong vai trò công tác tại Giáo triều Rôma, ông từng đảm trách nhiều vai trò khác nhau trước khi tiến đến trở thành Đại Thống lĩnh Dòng Hiệp sĩ Mộ Thánh Jerusalem, như: Chủ tịch Trung tâm Truyền hình Vatican (1984–1989), Chủ tịch Hội đồng Giáo hoàng về Truyền thông Xã hội (1984–2007), Chủ tịch Thư viện Phim ảnh Vatican (1984–2007), Quyền Đại Thống lĩnh Dòng Hiệp sĩ Mộ Thánh Jerusalem (2007). Ông được vinh thăng Hồng y ngày 24 tháng 11 năm 2007, bởi Giáo hoàng Biển Đức XVI.

## Tiểu sử
Hồng y John Patrick Foley sinh ngày 11 tháng 11 năm 1935 tại Darby, Hoa Kỳ. Sau quá trình tu học dài hạn tại các cơ sở chủng viện theo quy định của Giáo luật, ngày 23 tháng 9 năm 1961, chủng sinh Foley, 26 tuổi, tiến đến việc được truyền chức Phó tế. Cử hành nghi thức truyền chức cho tân phó tế là giám mục Francis James Furey, giám mục phụ tá Tổng giáo phận Philadelphia, Pennsylvania. Tân phó tế là thành viên Tổng giáo phận Philadelphia. Ông nhanh chóng được truyền chức linh mục sau đó vào ngày 19 tháng 5 năm 1962, bởi Tổng giám mục John Joseph Krol, Tổng giám mục đô thành Tổng giáo phận Philadelphia. Tân linh mục đồng thời cũng là thành viên linh mục đoàn Tổng giáo phận Philadelphia.
Sau 22 năm thi hành các công việc mục vụ với thẩm quyền và cương vị của một linh mục, ngày 5 tháng 4 năm 1984, Tòa Thánh loan tin Giáo hoàng đã quyết định tuyển chọn linh mục John Patrick Foley, 49 tuổi, gia nhập Giám mục đoàn Công giáo Hoàn vũ, với vị trí được bổ nhiệm là Chủ tịch Hội đồng Giáo hoàng về Truyền thông Xã hội, Tổng giám mục Hiệu tòa Neapolis in Proconsulari. Lễ tấn phong cho vị giám mục tân cử được tổ chức sau đó vào ngày 8 tháng 5 cùng năm, với phần nghi thức chính yếu được cử hành cách trọng thể bởi 3 giáo sĩ cấp cao, gồm chủ phong là Hồng y John Joseph Krol, Tổng giám mục đô thành Tổng giáo phận Philadelphia; hai vị giáo sĩ còn lại, với vai trò phụ phong, gồm có giám mục Martin Nicholas Lohmuller, giám mục phụ tá Tổng giáo phận Philadelphia và Giám mục Thomas Jerome Welsh, giám mục chính tòa Giáo phận Allentown, Pennsylvania. Tân giám mục chọn cho mình châm ngôn:AD MAJOREM DEI GLORIAM.
Đồng thời với việc đảm trách nhiệm sở với chức danh Chủ tịch Trung tâm Truyền hình Vatican, Tổng giám mục Foley còn kiêm nhiệm thêm các vai trò khác như Chủ tịch Hội đồng Giáo hoàng về Truyền thông Xã hội và Chủ tịch Thư viện Phim ảnh Vatican, từ ngày 5 tháng 4 năm 1984. Riêng chức danh Chủ tịch Trung tâm Truyền hình Vatican, ông chỉ đảm nhiệm đến năm 1989.
Sau 23 năm đảm nhiệm các vai trò về mặt Truyền thông, tư liệu của Tòa Thánh, ngày 27 tháng 6 năm 2007, Tòa Thánh quyết định thuyên chuyển Tổng giám mục Foley đảm trách một vai trò có tính danh dự, Quyền Đại Thống lĩnh Dòng Hiệp sĩ Mộ Thánh Jerusalem. Ông nhanh chóng chính thức trở thành Đại Thống lĩnh Dòng Hiệp sĩ Mộ Thánh Jerusalem ngày 22 tháng 12 cùng năm.
Bằng việc tổ chức công nghị Hồng y năm 2007 được cử hành chính thức vào ngày 24 tháng 11, Giáo hoàng Biển Đức XVI đưa ra quyết định vinh thăng Tổng giám mục John Patrick Foley tước vị danh dự của Giáo hội Công giáo, Hồng y. Tân Hồng y thuộc Đẳng Hồng y Phó tế và Nhà thờ Hiệu tòa được chỉ định là Nhà thờ S. Sebastiano al Palatino. Tân Hồng y đã cử hành các nghi thức nhận nhà thờ hiệu tòa của mình vào ngày 27 tháng 11 cùng năm.
Ngày 29 tháng 8 năm 2011, Tòa Thánh chấp thuận đơn xin hồi hưu của ông, vì lý do tuổi tác, theo Giáo luật. Ông qua đời sau đó ít tháng vào ngày 11 tháng 12 năm 2011, thọ 76 tuổi.